# Europese kampioenschappen zeilwagenrijden 1986
De Europese kampioenschappen zeilwagenrijden 1986 waren door de Internationale Vereniging voor Zeilwagensport (FISLY) georganiseerde kampioenschappen voor zeilwagenracers. De 24e editie van de Europese kampioenschappen vond plaats in het Franse Saint-Jean-de-Monts.

## Uitslagen
| klasse     | Goud                  | Zilver                | Brons            |
| ---------- | --------------------- | --------------------- | ---------------- |
| Klasse 2   | Jean-Claude Creton    | Henri Demuysere       | Serge Asseman    |
| Klasse 3   | Hans Werner Eickstädt | Jan Vercammen         | Bertrand Lambert |
| Klasse 5 ♂ | Mark White            | Christian Deffrennes  | Jacky Diot       |
| Klasse 5 ♀ | Haley Thompson        | Caroline Saint Venant | Christine Touati |

1963 ·
1964 ·
1965 ·
1966 ·
1967 ·
1968 ·
1969 ·
1970 ·
1971 ·
1972 ·
1973 ·
1974 ·
1975 ·
1976 ·
1977 ·
1978 ·
1979 ·
1980 ·
1981 ·
1982 ·
1983 ·
1984 ·
1985 ·
1986 ·
1987 ·
1988 ·
1989 ·
1990 ·
1991 ·
1992 ·
1993 ·
1994 ·
1995 ·
1996 ·
1997 ·
1998 ·
1999 ·
2000 ·
2001 ·
2002 ·
2003 ·
2004 ·
2005 ·
2006 ·
2007 ·
2009 ·
2010 ·
2011 ·
2013 ·
2015 ·
2016 ·
2017 ·
2019 ·
2020 ·